# Eroina (film)
Eroina, conosciuto anche con il titolo Tunnel, è un film italiano del 1980 ma distribuito nel 1983, diretto da Massimo Pirri, con Corinne Cléry e Helmut Berger.

## Trama
Marco e Pina sono due tossicodipendenti cronici, travolti dal vortice della dipendenza da eroina. Insieme conducono una vita fatta di espedienti, volti a procurarsi la droga. Un ambiente fatto di ladri e prostitute, che li condurrà ad un inevitabile epilogo drammatico.